# 陈咀镇
陈咀镇，是中华人民共和国天津市武清区下辖的一个乡镇级行政单位。

## 行政区划
陈咀镇下辖以下地区：
陈咀村、渔一村、渔二村、渔三村、渔四村、东肖庄村、庞庄村、艾一村、艾二村、艾三村、李场村、小王村、杨庄村和大王村。